# 棚橋一郎 (応用化学者)
棚橋 一郎（たなはし いちろう）は、日本の化学者。大阪工業大学工学部応用化学科元教授。工学博士（大阪府立大学）・技術士（化学）。日本鱗翅学会元幹事長。NEDO研究開発型ベンチャー支援事業/シード期の研究開発型ベンチャーに対する事業化支援に係る第1回公募事前書面審査員。大阪産業技術研究所・大阪商工会議所との共同推進機関OIT-P（Osaka Industrial Technology Platform; 地域産業技術プラットフォーム）の元メンバー。
専門は、無機材料化学、電気電子材料工学、バイオミメティクス。

## 経歴
1979年大阪府立大学（現：大阪公立大学）工学部応用化学科卒業。1981年同大学大学院工学研究科応用化学専攻修士課程修了。のちに、工学博士（大阪府立大学）。 1981年松下電器産業（現：パナソニック）中央研究所で研究職に従事。2001年大阪工業大学工学部応用化学科助教授として着任。2004年同学科教授。エネルギー・ナノ材料研究室を主宰し、炭素材料、半導体や金属ナノ粒子などの無機材料化学領域の学問を追究。電気二層キャパシタやカーボンリチウム二次電池などの研究開発を行い、特許出願件数は330件に及んだ。2021年同大学定年退職。同大学の常翔歴史館には756匹の昆虫標本を寄贈している。
主な所属学会は、日本化学会、日本応用物理学会、日本鱗翅学会、日本技術士会 、日本セラミックス協会など。主な受賞は、近畿地方発明賞(1991) 、電気工業会進歩賞(1987)、大阪工研協会 工業進歩賞(1986)、 I・R 100 Awards(1984)。
主な著書は、現代無機材料科学（共著、化学同人2007、学術書）。

## 主な研究
- シロチョウ科の蝶が発する香気成分に関する研究
- バイオミメティクス材料の研究[7]
- 金属ナノ粒子を用いた微量成分分析用高感度センサーの開発
- 金属・半導体微粒子の作製と光学特性に関する研究
- 非線形光学材料の製造方法[8] - 特許登録番号 291455
- 電気二重層キャパシタの開発[9] - 特許登録番号 1866292

応用化学の対外啓蒙活動として、大阪府・大阪産業局が運営するものづくりビジネスセンター大阪（MOBIO）支援のOIT-P次世代技術セミナー2019（テーマ：ナノ材料の特長と医療・環境・エネルギー分野への応用 ）にて、「金属ナノ粒子の作製と応用」について講師を担当。また、大阪大学ナノ理工学人材育成産学コンソーシアム主催「ナノ理工学セミナー」（テーマ：バイオミメティクスとナノテクノロジー）でも講師を務めた。